# 5a Divisió Panzergrenadier SS Wiking
5a Divisió Panzergrenadier SS Wiking va ser una divisió de les Waffen SS alemanyes constituïda per voluntaris estrangers, en bona part escandinaus però també d'altres països europeus. Durant la Segona Guerra Mundial, la divisió evoluciona passant de ser una unitat d'infanteria motoritzada a una Panzerdivision. Es va formar a la fi de 1940 amb el nom de Germania. El gener de 1941 canvia el seu nom, passant a ser Wiking. La Divisió va rebre 55 creus de Ferro.

## Història
Formada al novembre de 1940, la Divisió participa en l'aquest al juny de 1941 en la invasió de la Unió Soviètica i va prendre part en combats a Ternópil, Jitòmir i Txerkassi, al novembre d'aquest any. El 1942 participa en combats defensius a la vora del riu Don, i al novembre del mateix any es transforma en SS Panzer Grenadier Division. El gener de 1943 lluita en el Caucas, Rostov del Don i en el Kuban. Combaté a Ucraïna, i Khàrkiv (quarta Batalla de Khàrkiv) entre març i juliol de 1943, i a l'octubre passa a ser una Panzer Division. Les unitats blindades de la Divisió quedaren envoltades i foren destruïdes en la borsa de Txerkass.
Després de ser reorganitzada presa parteix en els combats a Polònia sobre el front del Vístula entre juliol i desembre de 1944. El gener de 1945 participà en la batalla de Budapest, per a després retirar-se cap a Txecoslovàquia, on efectua la seva rendició el maig de 1945.

## Formació i entrenament
Arran de l'èxit de les divisions 1a Divisió SS Leibstandarte Adolf Hitler, 2a Divisió SS Das Reich i 3a Divisió SS Totenkopf durant la campanya de Polònia, es va decidir augmentar el nombre de divisions de les Waffen SS. Tenint en compte del creixent flux de voluntaris estrangers, especialment procedents de Dinamarca, Països Baixos i Noruega, es va prendre la decisió d'una unitat específica per a aquests voluntaris. La Divisió, que inicialment havia de dir-se 5a Divisió Nòrdica, es va constituir amb nombrosos voluntaris nòrdics, barrejats amb veterans SS d'origen germànic. La "Wiking" va ser una de les divisions més condecorada del Tercer Reich.

## Ordre de batalla

### SS Panzergrenadier DivisionWiking, febrer de 1943
- SS-Panzergrenadier-Regiment Germania
- SS-Panzergrenadier-Regiment Nordland (retirat a finals de 1943)
- SS-Panzergrenadier-Regiment Westland
- Finnisches Freiwilligen-Battalion der Waffen-SS (retirat en 1943)
- SS-Panzer-Abteilung "Wiking"
- Artillerie-Regiment 5
- Panzerjäger-Abteilung
- Aufklärungs-Abteilung
- Flak-Abteilung
- Pionier-Bataillon
- Nachrichten-Abteilung
- Feldersatz-Bataillon
- Versorgungseinheiten

### 5.SS-Panzer DivisionWiking, abril de 1944
- SS-Panzergrenadier Regiment 9 Germania
- SS-Panzergrenadier Regiment 10 Westland
- SS-Panzer Regiment 5
- SS-Panzer Artillerie Regiment 5
- Estnisches SS-Freiwilligen-Panzer-Grenadier-Battalion Narwa (retirat en 1944)
- SS-Sturmbrigade Wallonien (retirat en 1944)
- SS-Panzerjager-Abteilung 5
- SS-Sturmgeschutz-Abteilung 5
- SS-Sturmgeschutz-Batterie 5
- SS-Panzer-Artillerie-Regiment 5
- SS-Flak-Abteilung 5
- SS-Werfer-Abteilung 5
- SS-Panzer-Nachrichten-Abteilung 5
- SS-Panzer-Aufklarungs-Abteilung 5
- SS-Panzer-Pionier-Battalion 5
- SS-Dina 5
- SS-Instandsetzungs-Abteilung 5
- SS-Wirtschafts-Battalion 5
- SS-Sanitats-Abteilung 5
- SS-Feldlazarett 5
- SS-Kriegsberichter-Zug 5
- SS-Feldgendarmerie-Trupp 5
- SS-Feldersatz-Battalion 5